# Park Narodowy Guanacaste
Park Narodowy Guanacaste – park narodowy położony w Kostaryce, w roku 2004 wpisany na listę przyrodniczego dziedzictwa UNESCO.
Został założony w 1989 roku w wyniku badań biologa D.H. Janzena. Powierzchnia parku wynosi 35000 ha. Zawiera tropikalne i deszczowe lasy (drzewa szewca), które porastają równiny oraz stoki Kordyliery Guanacaste. W jego obrębie znajdują się dwa stożki wulkaniczne: Orosí (1487 m n.p.m.) oraz Cacao (1659 m n.p.m.). U podnóża tego pierwszego (w miejscu zwanym El Pedregal) znajdują się petroglify. Zalegające park stare pastwiska niegdyś całkowicie pokryte były przez olbrzymie połacie lasów suchych (przewiduje się odnowienie ich podszycia w przeciągu 250 lat). Udowodniono tu występowanie 2250 gatunków roślin, 125 gatunków ptaków, 25 gatunków ssaków (m.in. wyjce, kapucynki, leniwce, tapiry, pekari, jaguary, białoogonowe jelenie) oraz 1800 gatunków insektów.